# Bad Bergzabern
Bad Bergzabern là một đô thị thuộc huyện Südliche Weinstraße, on the German Wine Route bang Rheinland-Pfalz, Đức. Đô thị này có diện tích 10,71 km², dân số thời điểm 31 tháng 12 năm 2006 là 7808 người. Bad Bergzabern nằm gần biên giới với Pháp, bên rìa đông nam của rừng Palatinate, khoảng cách khoảng 15 km về phía tây nam của Landau.
Bad Bergzabern là thủ phủ của Verbandsgemeinde ("cộng đồng đô thị") Bad Bergzabern.